# 张翥 (元朝)

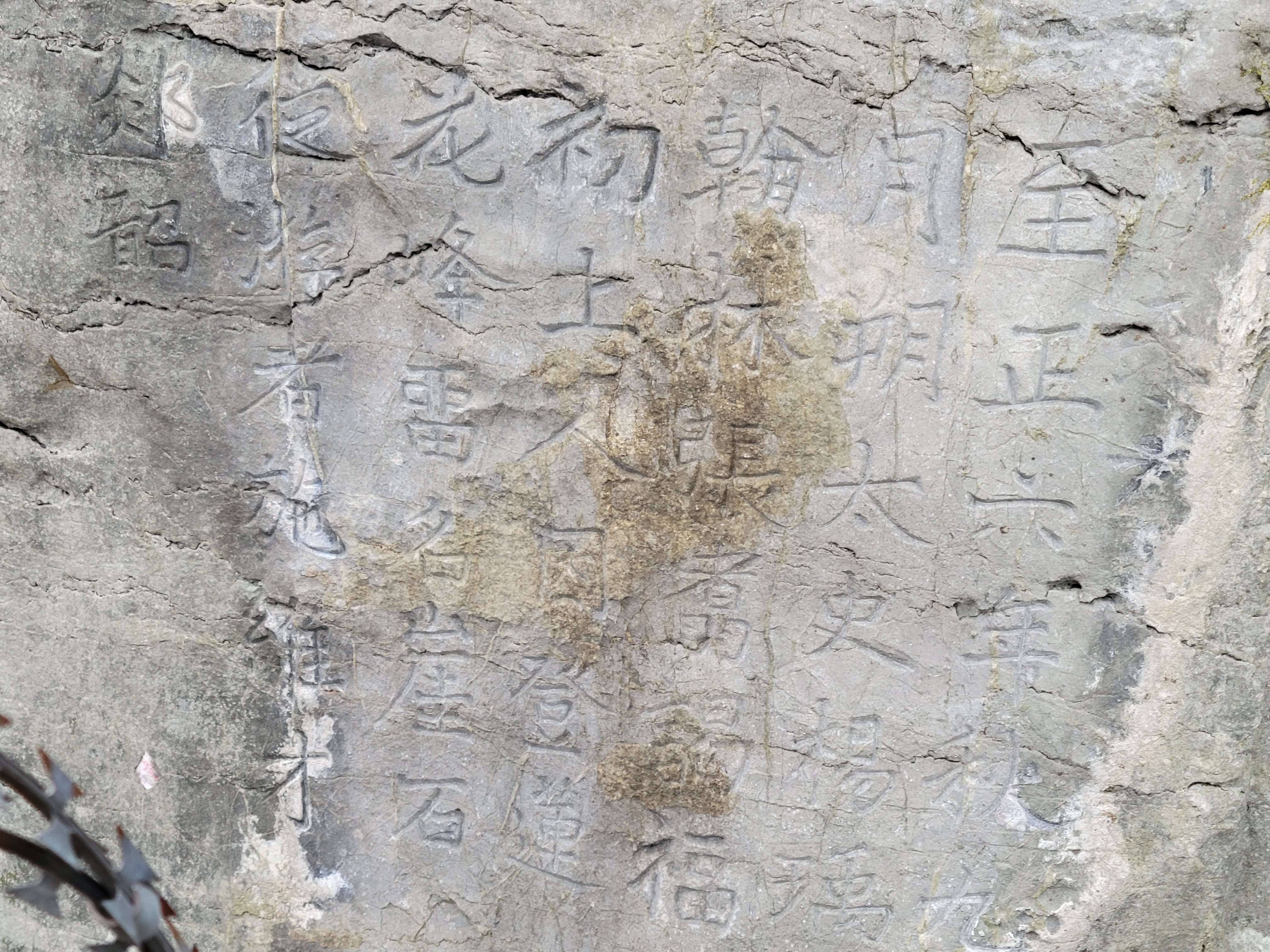
张翥和杨瑀在杭州灵隐莲花峰留下的题刻

张翥（1287年—1368年），字仲举，世称蜕庵先生，晋宁（今山西臨汾）人，元朝诗人。

## 生平
早岁居杭州，受业于理学家李存，又从仇远学诗。至正初．以隐逸荐．为國子監助教，官至集贤学士，以翰林学士承旨致仕，后又加河南行省平章政事。曾参修宋、辽、金三史。

## 诗词成就
其诗工于近体，有些篇章对当时社会矛盾有所反映。而所自负者则在文，常谓其文系任意属笔，已入化境。有《蜕庵集》。又能词，有《蜕岩词》。

## 延伸阅读
[在维基数据编辑]
 《元史·卷186》，出自宋濂《元史》
 《新元史/卷211》，出自柯劭忞《新元史》